# ثيوسيانات الزئبق الثنائي
 ثيوسيانات الزئبق الثنائي مركب كيميائي له الصيغة Hg(SCN)2 ، ويكون على شكل مسحوق بلوري أبيض لامع.

## الخواص
- انحلالية مركب ثيوسيانات الزئبق الثنائي ضعيفة في الماء البارد، فقط 69 مغ لكل 100 مل ماء. تتحسن الانحلالية قليلاً في الماء الساخن وكذلك الأمر في الإيثانول.
- نوع الرابطة في مركب ثيوسيانات الزئبق الثنائي رابطة تساهمية وتشكل بنية خطية.
- بإضافة زيادة من أيون الثيوسيانات إلى ثيوسيانات الزئبق الثنائي يتشكل معقد من رباعي ثيوسيانات الزئبق، الذي له بنية رباعي وجوه.

Hg(SCN)2 + 2SCN - → [Hg(SCN)4] 2-
- بتسخين المركب يزداد حجمه بشكل واضح إلى أن يتفكك عند الدرجة 165°س إلى الزئبق والنيتروجين وثنائي كبريتيد الكربون.

## التحضير
يحضر مركب ثيوسيانات الزئبق الثنائي من تفاعل محلول نترات الزئبق الثنائي مع محلول مكافئ من ثيوسيانات البوتاسيوم، حيث يتشكل راسب أبيض من المحلول الناتج الذي يحوي نترات البوتاسيوم حسب المعادلة:
Hg(NO3)2 + 2KSCN → Hg(SCN)2 + 2KNO3

## الاستخدامات
- له تطبيقات في التصوير الضوئي.
- يستخدم ثيوسيانات الزئبق في العروض الكيميائية لتحضير تفاعل يسمى ثعبان الفرعون.

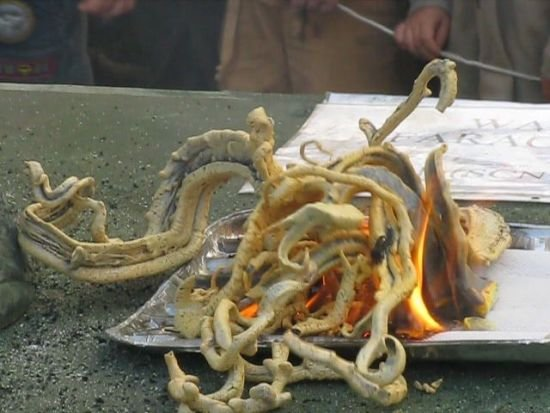
الناتج النهائي لعرض تفاعل ثعبان الفرعون